# Fabio Dal Zotto
Fabio Dal Zotto (Vicenza, 1957. július 17. –) olimpiai bajnok olasz vívó, Andrea Borella olimpiai, világ- és Európa-bajnok tőrvívó unokatestvére.

## Sportpályafutása
Tőr és párbajtőr fegyvernemekben egyaránt versenyzett, de nemzetközileg is jelentős eredményeit tőrvívásban érte el.